# Огата, Мэгуми
Мэгуми Огата (яп. 緒方 恵美 Огата Мэгуми) (6 июня 1965 года) — японская актриса озвучивания и певица из Токио. Как певица выступает под именем em:óu.

## Биография
Отец — музыкант, играл на тромбоне, мать — певица. Является дальней родственницей врача Огаты Коана.
Карьеру Мэгуми начала как музыкальная актриса. Она посещала те же классы, что и Руми Касахара и позже Сихо Ниияма. Работала на агентство Aoni Production.
Из-за своего хриплого голоса часто озвучивает мужские роли, поскольку из-за обнаруженной в молодости межпозвоночной грыжи ей пришлось отказаться от музыкальной сцены. У неё было две своих передачи на радио, Love Letter и Ogata Megumi no Tsuki no Yoru ni Ai ma Show.
1 апреля 2004 года Мэгуми Огата во второй раз вышла замуж.
В 2021 году выпустила свою первую автобиографию «Saisei (Kari)», где рассказывает о детстве, карьере певицы и сэйю, проблемах со здоровьем, участии в озвучивании франшизы «Евангелион», а также трудностях с пандемией COVID-19.

## Роли
Ведущие роли выделены полужирным

| - Akudama Drive (Доктор) - Angel Beats! (Аято Наой) - Angel Heart (Ян Фанюй) - Ayatsuri Sakon (Сакон) - B't X (Карэн) - Bleach (Тиа Харрибел) - Captain Tsubasa J (Дзюн Мисуги) - Cardcaptor Sakura (Юкито Цукисиро, Юэ) - Case Closed (Аяко Нагаи) - Danganronpa 3: The End Of Hope's Peak Academy (Наэги Макото, Комаэда Нагито) - Devil Lady (Куросаки) - Detective School Q (Кю Рэндзё) - Elemental Gelade (Расати Тигрэс) - Flame of Recca (Аки) - Full Moon o Sagashite (Идзуми Лио) - GetBackers (Клаймен) - Ghost Stories (Акане) - Ghost Sweeper Mikami (мать Ёкосимы и пр.) - Great Teacher Onizuka (Дзюриа Мураи) - Karakurizōshi Ayatsuri Sakon (Татибана Сакон) - Koi to Senkyo to Chocolate (Оборо Юмэсима) - Kyoshiro to Towa no Sora (Варутэйсиа) - Magic Knight Rayearth (Эмэраудэ, Игл Визион) - Android Announcer Maico 2010 (масудамасу) - Neo Ranga (Мё Омори) - Neon Genesis Evangelion (Синдзи Икари) - Power Stone (Ванг Танг) - Project ARMS (Ал Бовэн) - Sailor Moon R (Вампир, Сэйрэн, Петц) - Sailor Moon S, SuperS, and Sailor Stars (Харука Тэнно/Сейлор Уран) - Samurai Deeper Kyo (Санада Юкимура, Анаяма Косукэ) - Slam Dunk (Такэнори Акаги (молодой)) - Sorcerer Hunters (Милле Фоилле) - Soul Hunter (Фугэн Синдзин) - Special A (Сатору Такисима) - Tokyo Mew Mew (Масая Аояма, синий рыцарь) - Toilet bound Hanako kun (Аманэ Юги/Цукаса Юги) - UFO Ultramaiden Valkyrie (Валькирия, призрак валькирии) - Vampire Princess Miyu (Рэйха, Мацукадзэ) - Violinist of Hameln (Сидзэр) - Yu-Gi-Oh! (Tōei edition) (Юги Муто) - YuYu Hakusho (Курама, Сюити Минамино, мать Масару) - Zenki (Андзю, Акира Гото) - Glass Mask (Мая Китадзима) - Kodocha (Акито Хаяма) - Rayearth (принцесса Эмеральд) - Miyuki-chan in Wonderland (Фуюри) - Sorcerer Hunters (Милле Фойле) - Super Danganronpa 2.5: Komaeda Nagito to Sekai no Hakaisha (Komaeda Nagito) - UFO Ultramaiden Valkyrie (Валькирия) - The End of Evangelion (Синдзи Икари) - Rebuild of Evangelion (Синдзи Икари) - Pretty Soldier Sailor Moon R The Movie (молодой Мамору) - Pretty Soldier Sailor Moon S The Movie (Сейлор Уран) - The 9 Sailor Soldiers Get Together! Miracle in the Black Dream Hole (Сейлор Уран) - Yû yû hakusho: Meikai shitô hen — Honô no kizuna (Курама) - Yû yû hakusho: Meikai shitô hen — Honô no kizuna (Курама) - Pretty Soldier Sailor Moon: Another Story (Сейлор Уран) - Battle Arena Toshinden 2 (офицер Трейси) - Battle Arena Toshinden 3 - Tomb Raider (Лара Крофт) - Shinseiki Evangelion: Koutetsu no Girlfriend (Синдзи Икари) - Street Fighter EX3 (Нанасэ, Сярон) - Rockman Zero (Харпуйа) - Rockman Zero 2 (Харпуйа) - Toshinden 2X PP (Трейси) - Mega Man Zero 3 (Харпуйа) - Rockman X, Rockman X2 и Rockman X3 (X) - Persona 3 (Кэн Амада) - Danganronpa 2: Goodbye Despair (Комаэда Нагито, Наэги Макото) - Danganronpa Another Episode: Ultra Despair Girls (Слуга(Нагито Комаэда),Макото Наэги) - Danganronpa: Trigger Happy Havoc (Наэги Макото) |

## Диски
| - Half Moon (16 марта 1994) - Marine Legend (21 апреля 1995) - Winter Bird (13 декабря 1995) - Multipheno (28 октября 1996) - Santa Claus ni Naritai (11 ноября 1996) - Megumi Ogata Live: Multipheno Concert Tour 1996 Winter Concert (5 марта 1997) - MO [em:óu] (11 марта 1998) - Megumi Ogata Live: [em:óu] Concert Tour 1998 ((in Tokio to Hong Kong)) (13 марта 1999) - Best «Runner» (30 июня 1999) - Rain (10 января 2001) - Aitai. ~passed and next 1992—2002~ (4 декабря 2002) - STOP, AND GO (2 июля 2003) - Kagami no kuni no alice (22 октября 2004) - Yoake no Jikan (5 июля 2006) - Animegu (3 октября 2007) - LiveCD「Christmas Rose2007～acoustic live」(8 апреля 2008) - 666:rock・lock・ROCK! (24 декабря 2008) | - Tenki Ame ga Futta Hi (21 января 1996) - Kaze no Bohyou (25 мая 1996) - Kizutsukanai ai wa iranai (10 июля 1996) - Wine Red no Kokoro (7 октября 1996) - Time Leap (25 мая 1997) - Jealousy no aza (17 декабря 1997) - Vacation map (11 февраля 1998) - Rasen (18 ноября 1998) - Hikari Wo Sagashite - Run - Silver Rain (1 июля 1999) - Animal Eyes (22 августа 1999) - Ouchi wo Tsukuro (29 декабря 2001) |